# Attentato di New York del 31 ottobre 2017
L'attentato di New York del 31 ottobre 2017, episodio chiamato anche Strage di Halloween è stato un attentato terroristico compiuto dallo Stato Islamico a New York il 31 ottobre 2017, giorno di Halloween.

## Contesto

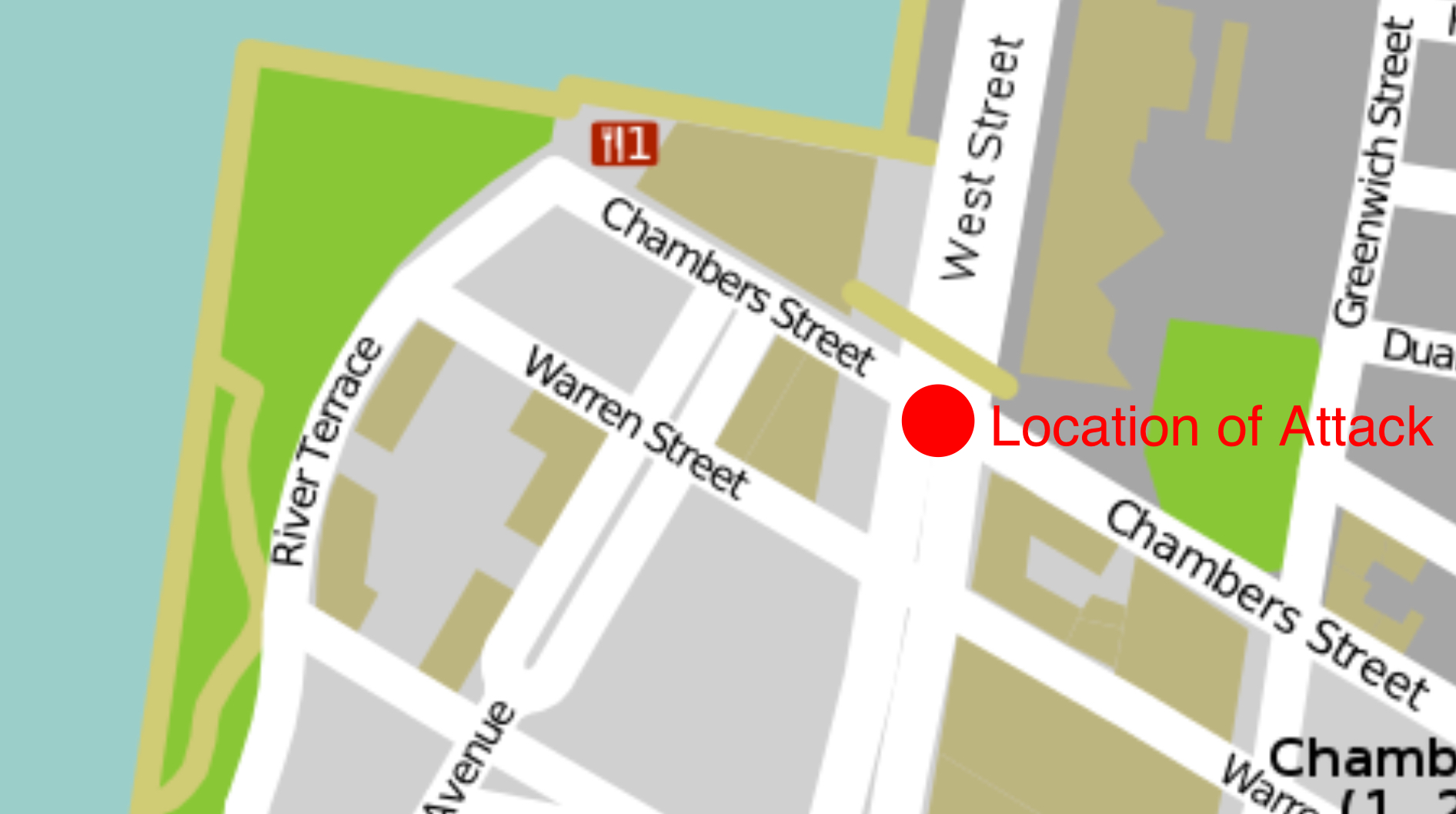
Localizzazione dell’attentato

Nel giorno di Halloween, alle 15:00 circa (le 21:00 in Italia), un uomo alla guida un furgone pick-up ha iniziato a correre ad una velocità molto forte sulla pista ciclabile della Hudson River di New York, travolgendo molte persone in bici e/o a passeggio. La corsa, durata 1 km, terminò di fronte alla Stuyvesant High School, dove il furgone andò a sbattere contro uno scuolabus del liceo. A quel punto l'uomo, abbandonando la vettura, iniziò a minacciare le persone con una pistola tenuta illegalmente. L'intervento delle forze dell'ordine fermò l'uomo che venne subito arrestato. I morti della strage furono 8, tra cui 5 argentini e un belga. Più di 10 furono i feriti.
L'attacco avvenne nei pressi del World Trade Center, tristemente ricordato per il crollo delle Torri Gemelle, proprio a pochissimi metri dal memoriale dell'11 settembre.

## Attentatore
L'uomo responsabile della strage di Halloween a New York è Sayfullo Saipov, uzbeko di 29 anni, con precedenti per violazione delle norme stradali e già fermato due volte. Era residente negli Stati Uniti dal 2010 e viveva in Florida, a Tampa.

## Rivendicazione
A poche ore dall'attacco, lo Stato Islamico rivendicò l'attentato rivelando che Saipov era un loro soldato e che aveva agito per conto dell'ISIS. Non a caso, prima della rivendicazione ufficiale, Saipov prima e dopo l'arresto aveva dichiarato il suo gesto in favore dell'ISIS, e inoltre aveva lasciato un biglietto nel furgone con sopra frasi sullo Stato Islamico.